# Sovětská liga ledního hokeje 1967/1968
Sezóna 1967/1968 byla 22. sezonou Sovětské ligy ledního hokeje. Mistrem se stal tým CSKA Moskva.
Tým Avtomobilist Sverdlovsk se v baráži udržel, zatímco Metallurg Novokuzněck sestoupil. Ze 2. ligy postoupil celek Traktor Čeljabinsk.

## Konečné pořadí
| #  | Tým                     | Z  | V  | R | P  | Sk.     | B  |
| -- | ----------------------- | -- | -- | - | -- | ------- | -- |
| 1  | CSKA Moskva             | 44 | 39 | 4 | 1  | 278-90  | 82 |
| 2  | Spartak Moskva          | 44 | 34 | 1 | 9  | 243-113 | 69 |
| 3  | Dynamo Moskva           | 44 | 28 | 4 | 12 | 182-125 | 60 |
| 4  | Chimik Voskresensk      | 44 | 21 | 5 | 18 | 147-126 | 47 |
| 5  | SKA Leningrad           | 44 | 20 | 6 | 18 | 166-149 | 46 |
| 6  | Lokomotiv Moskva        | 44 | 21 | 4 | 19 | 149-151 | 46 |
| 7  | Torpedo Gorkij          | 44 | 17 | 4 | 23 | 132-160 | 38 |
| 8  | Křídla Sovětů Moskva    | 44 | 16 | 6 | 22 | 139-173 | 38 |
| 9  | Dynamo Kyjev            | 44 | 14 | 3 | 27 | 130-180 | 31 |
| 10 | Sibir Novosibirsk       | 44 | 12 | 5 | 27 | 111-197 | 29 |
| 11 | Avtomobilist Sverdlovsk | 44 | 8  | 5 | 31 | 121-209 | 21 |
| 12 | Metallurg Novokuzněck   | 44 | 7  | 7 | 30 | 96-221  | 21 |